# Tunnfilmsdiod
Tunnfilmsdiod (TFD) är en teknik som förekommer i LCD-skärmar. Den är en alternativ teknik till tunnfilmstransistorer (TFT). TFD används ofta i mobiltelefoner men även i TV-apparater.